# J.D. Okhai Ojeikere
Johnson Donatus Aihumekeokhai Ojeikere (Ovbiomu-Emai, 1930 – Lagos, 2 febbraio 2014) è stato un artista e fotografo nigeriano.
Noto come J.D. Okhai Ojeikere, è noto soprattutto per il suo lavoro "Hairstyles" per il quale ha immortalato oltre mille acconciature di donne africane tra gli anni Sessanta e Settanta.

## Biografia
Ojeikere è nato nel 1930 a Ovbiomu-Emai, un villaggio rurale nella Nigeria sud-occidentale. Ha lavorato e vissuto a Ketu, in Nigeria. All'età di 20 anni ha iniziato a interessarsi di fotografia: una scelta fuori dall'ordinario per le persone in Nigeria, specialmente per quelle del suo villaggio. Le fotocamere, in effetti, erano poco diffuse e considerate un lusso. Nonostante ciò, nel 1950 Ojeikere acquistò una modesta Brownie D senza flash e apprese da un amico i fondamenti della fotografia.

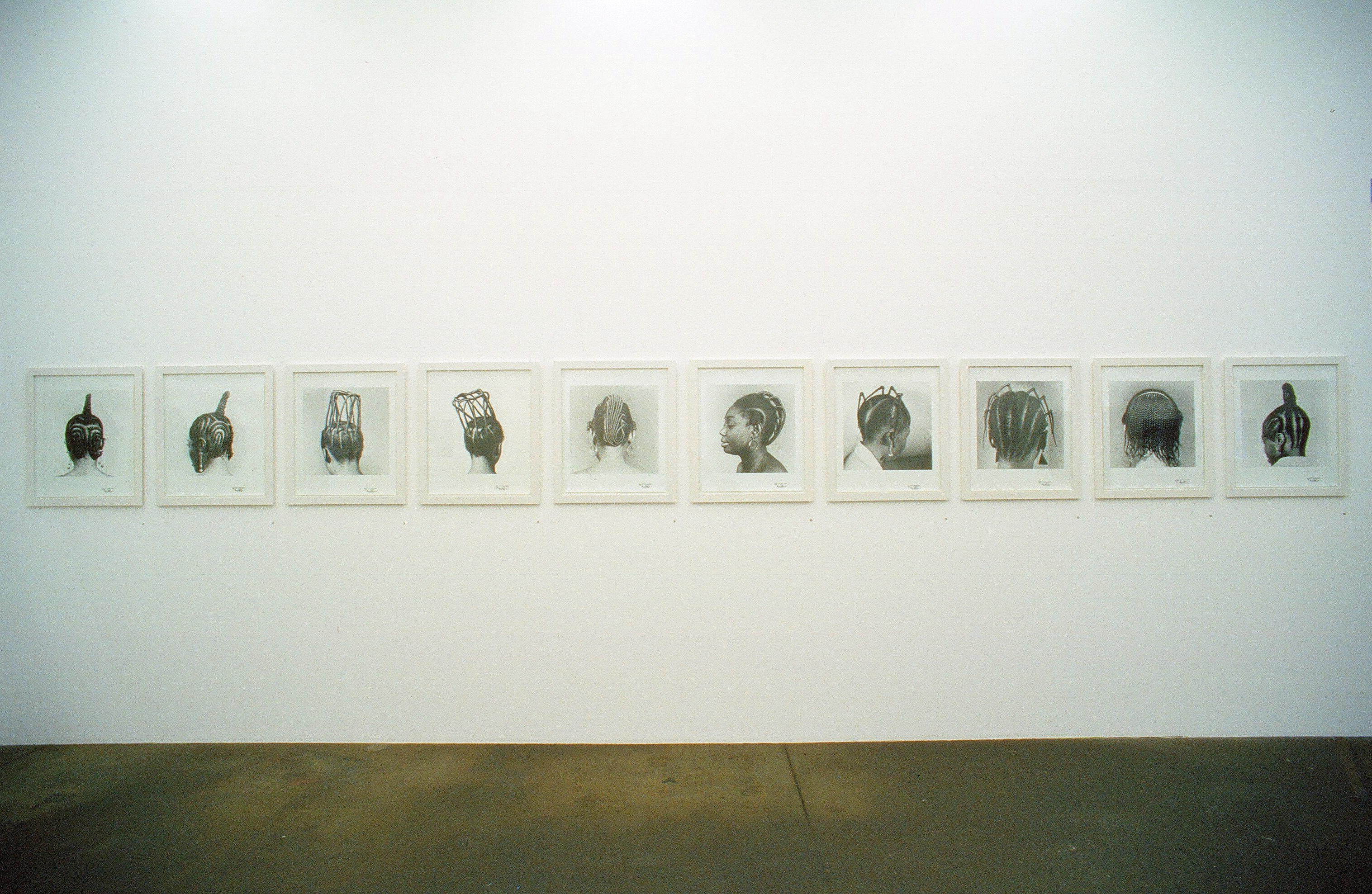
Mostra fotografica di J.D. Okhai Ojeikere al MAMCO di Ginevra, 2001

Ojeikere iniziò la sua carriera nel 1954 come assistente alla camera oscura presso il Ministero dell'Informazione di Ibadan. Dopo che la Nigeria ottenne l'indipendenza nel 1960, Ojeikere conquistò il suo primo lavoro come fotografo. Nel 1961 divenne fotografo di studio, con Steve Rhodes, per Television House Ibadan.
Dal 1963 al 1975, Ojeikere ha lavorato in pubblicità presso la West Africa Publicity di Lagos. Nel 1967 aderì al Nigerian Arts Council. Nel 1968 iniziò il progetto che lo rese più famoso ossia "Hairstyles": oltre mille foto di acconciature di donne africane.
Nel 2013, vasta selezione di opere di Ojeikere è stata inclusa ospitata in Arsenale alla cinquantacinquesima Biennale d'arte di Venezia "Il Palazzo Enciclopedia" a cura di Massimiliano Gioni nel 2013.
Ojeikere è morto il 2 febbraio 2014, all'età di 83 anni. È il soggetto di un film documentario di Tam Fiofori intitolato J. D. "Okhai Ojeikere: Master Photographer.